# Terraja de roscar

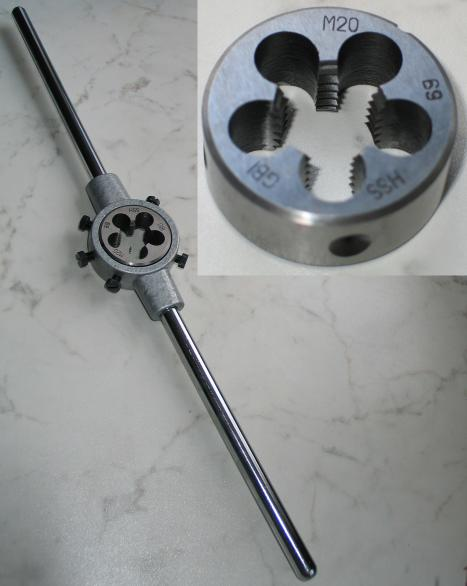
Terraja de M20 y su acoplamiento.

La terraja o tarraja de roscar (también llamado cojinete roscado) es una herramienta manual de corte que se utiliza para el roscado manual de pernos y tornillos, que deben estar calibrados de acuerdo con la característica de la rosca que se trate. El material de las terrajas es de acero rápido (HSS). Las características principales de un tornillo que se vaya a roscar son el diámetro exterior o nominal del mismo y el paso que tiene la rosca.
También se le emplea para realizar las roscas de los caños o tubos para construir conductos, por ejemplo, para agua. Estos caños pueden ser de diversos materiales como hierro, bronce, cobre, pvc (cloruro de polivinilo), etcétera.
De acuerdo a la consistencia del elemento a roscar, deberá ser la dureza del material con que está confeccionada la terraja. 
- Existe una terraja para cada tipo de tornillo normalizado de acuerdo a los sistemas de roscas vigentes.
- Las terrajas se montan en un útil llamado portaterrajas o brazo bandeador, donde se le imprime la fuerza y el giro de roscado necesario.
- Los tornillos y pernos que se van a roscar requieren que tengan una entrada cónica en la punta para facilitar el trabajo inicial de la terraja.